# Sekt

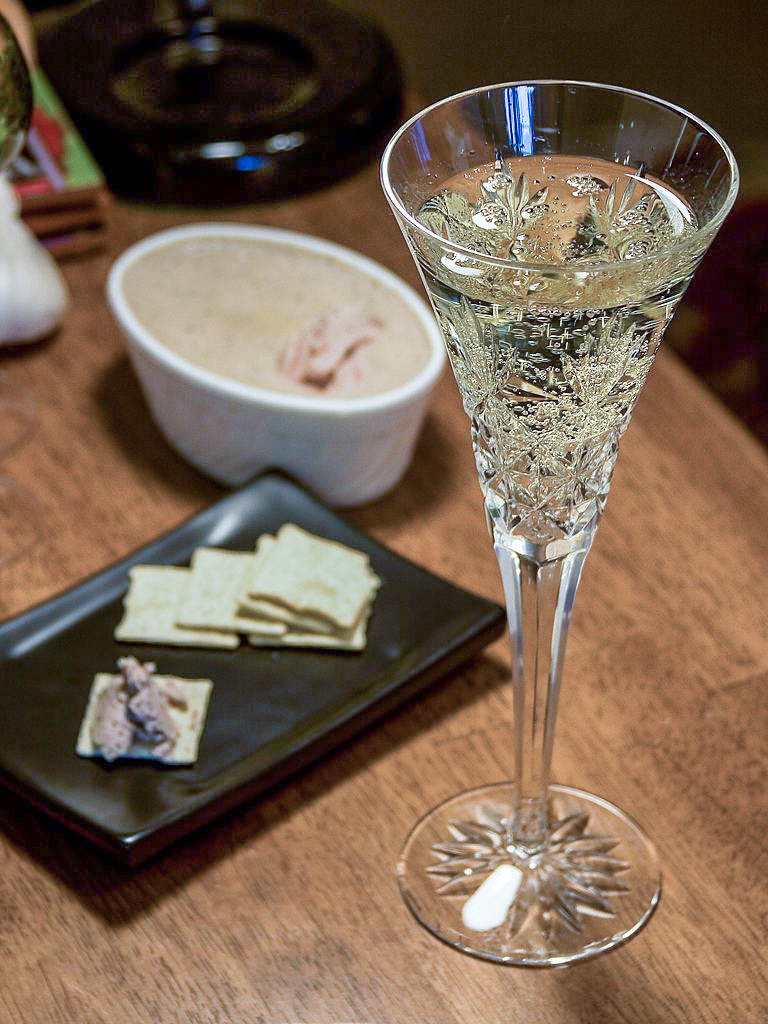
Sekt im Sektglas

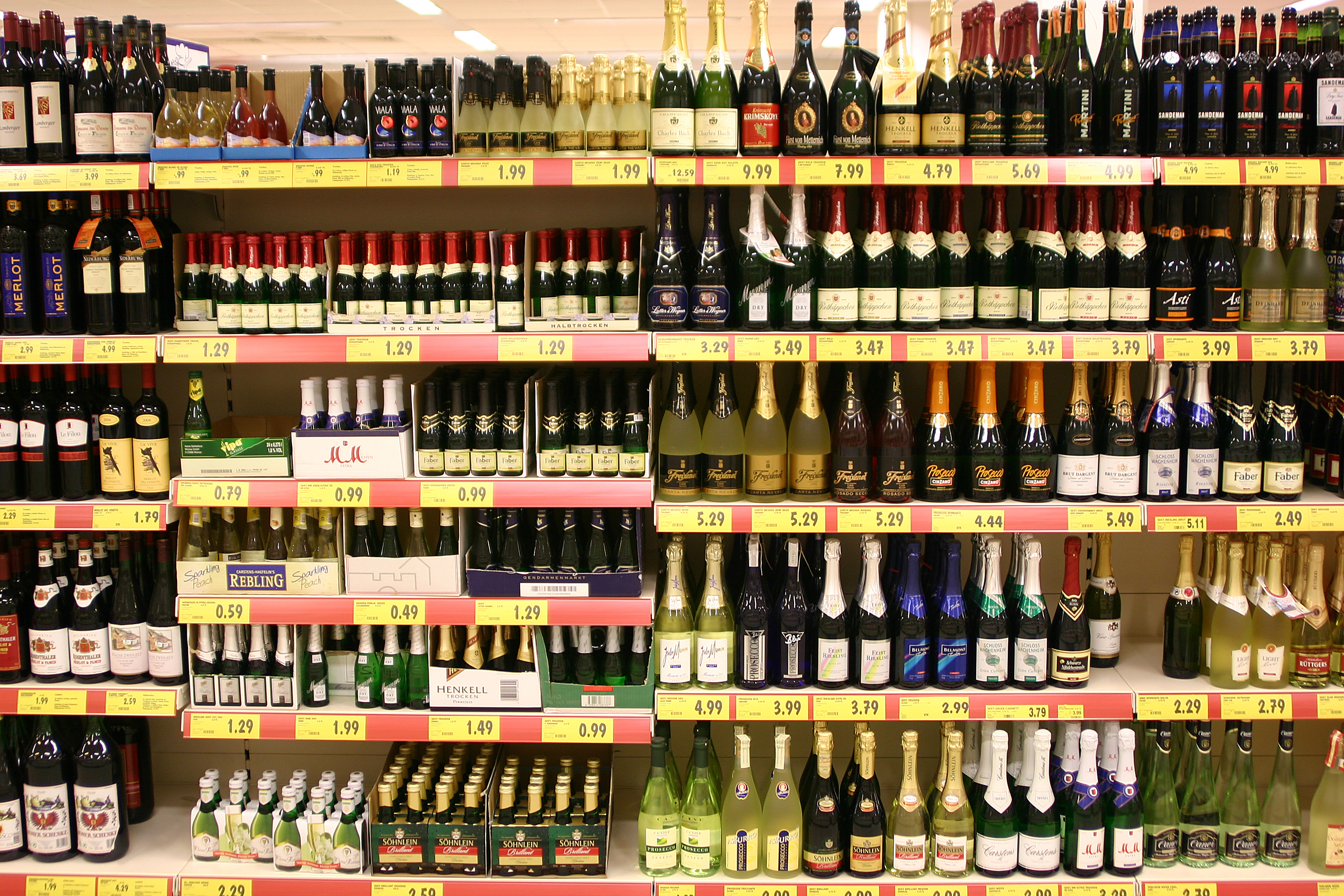
Sekt im Supermarktregal

Sekt (von lateinisch siccus „trocken“) ist die vor allem in Deutschland und Österreich gängige Bezeichnung für Qualitätsschaumwein, ein alkoholisches Getränk mit Kohlensäure, dessen Alkoholgehalt mindestens zehn Volumenprozent beträgt; Grundwein und Dosage müssen aus demselben Anbaugebiet stammen.

## Herstellung

### Sektgrundwein
Sekt ist eine Veredelungsstufe des Weines durch alkoholische Gärung und wird in der Regel in einer Sektkellerei hergestellt. Die dafür benötigten Weine nennt man Sektgrundweine. Sektgrundweine sollen prinzipiell aus gesundem, reifem und nicht aus edelreifem oder angefaultem Lesegut (Trauben) bereitet werden, das eine feine, frische Säure aufweist. Daher werden Sektgrundweine nicht nach Zuckergehalt (Grad Oechsle), sondern auf der Basis des Säuregehaltes gelesen. Diese feine, frische Säure wirkt im Endprodukt wie ein Geschmacksverstärker, sie verleiht dem Sekt in Verbindung mit der Versanddosage einen vollen, ausbalancierten Geschmack.
Da im Verlauf der physiologischen Reifung der Traube die Säure sehr stark abnimmt, werden die Trauben zur Herstellung der Sektgrundweine vor der allgemeinen Traubenlese geerntet. Sind die Trauben geerntet und zu Wein vergoren, so entscheidet der Kellermeister über die Art des daraus zu gewinnenden Sektes.
Möchte er einen jungen, frisch anmutenden Sekt haben, so wird der Sektgrundwein schnellstmöglich von allen Trubstoffen befreit und zur Versektung gegeben.
Soll der Sekt später einen reifen Geschmack aufweisen, so wird dem Grundwein die Zeit gegeben, in aller Ruhe zu reifen; letzteres ist jedoch eher ungewöhnlich.

### Cuvée
In der Praxis werden häufig verschiedene Grundweine zu einer einheitlichen Cuvée zusammengestellt. Durch diesen Verschnitt (Assemblage) mehrerer Weine ist es möglich, die Eigenarten der Grundweine zu einem gewünschten Optimum zu vereinen und gleichzeitig einen über mehrere Jahre gleichbleibenden Geschmackseindruck zu erzielen. Letzteres gilt vor allem für die großen deutschen Traditionsmarken. Grundsätzlich verstärkt die Versektung die Eigenart des Grundweines.

### Tirage
Nach der Zusammenstellung der Cuvée wird die sogenannte Fülldosage (Tirage) zugesetzt. Sie besteht aus Zucker (ungefähr 24 Gramm je Liter) und Hefe (ungefähr 20 Gramm je Hektoliter). Die Hefe-Zucker-Mischung ist der Treibsatz für die zweite Gärung des Schaumweins. Der Zusatz der Tirage darf den Gesamtalkoholgehalt der Cuvée nach Abschluss der zweiten Gärung um höchstens 1,5 Volumenprozent erhöhen.

## Gärverfahren
Bei der Sektherstellung werden drei Verfahren verwendet:

### Traditionelle Flaschengärung

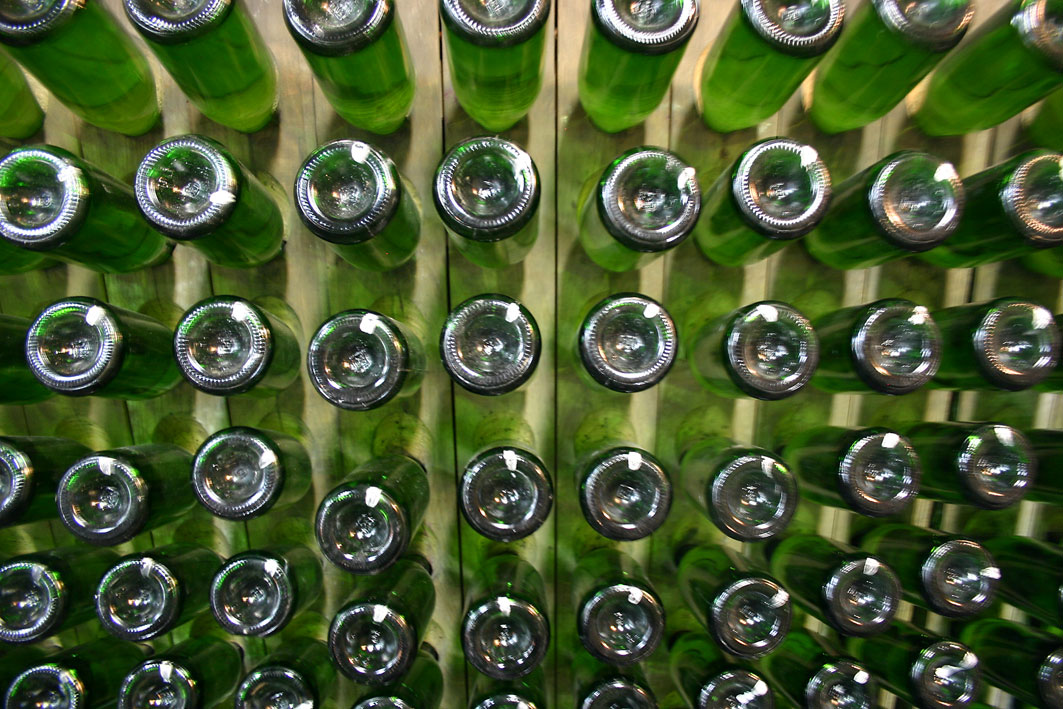
Flaschen auf Rüttelpulten

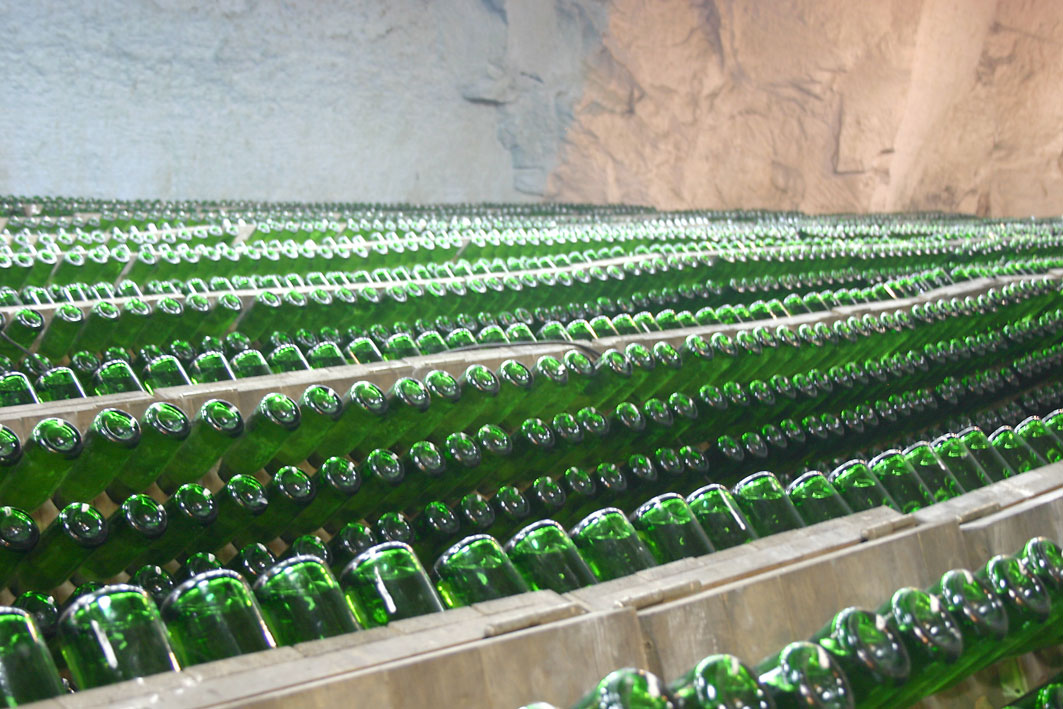
Rüttelpulte

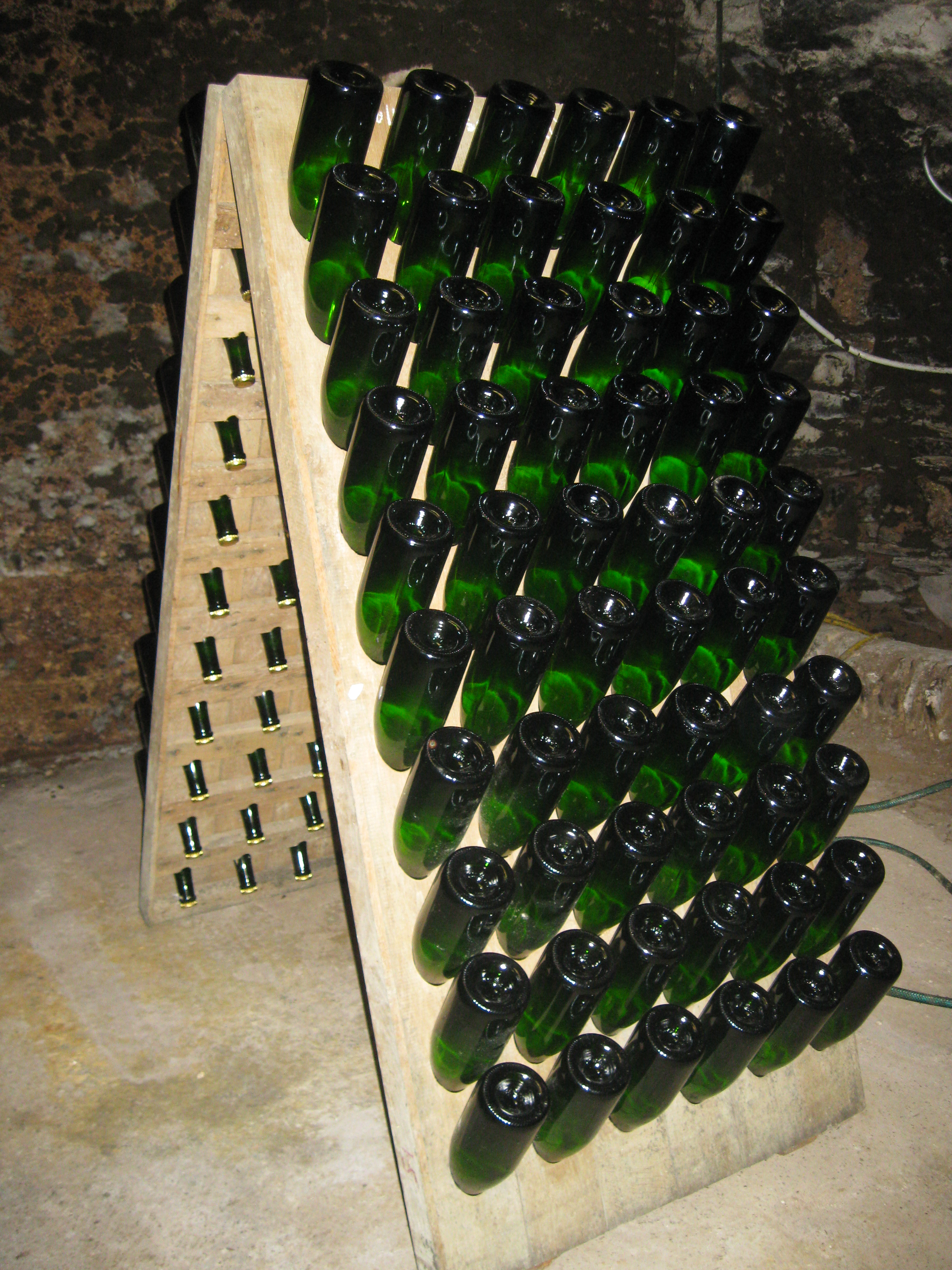
Rüttelpult: klassische Form für 60 Flaschen pro Seite

Bei der traditionellen Flaschengärung erfolgt die Gärung bereits in den Flaschen, in welchen der Sekt später in den Verkehr gebracht werden soll. Die EU erlaubt für dieses Verfahren auch die Bezeichnungen „Méthode classique“ oder „Méthode traditionelle“ bzw. „Méthode traditionelle classique“, wobei auch eine Übersetzung in die jeweilige Landessprache zulässig ist. Die auch im Jahr 2024 immer noch zu findende Bezeichnung „Méthode champenoise“ ist bereits seit 30 Jahren nicht mehr zulässig, obwohl sich die Verfahren nicht unterscheiden. Seit 1994 bleibt die Bezeichnung „Méthode champenoise“ der Erzeugung von Champagner vorbehalten.
Die Glasflaschen werden nach der Füllung mit einem Kronkorken und z. T. zusätzlich einem Bidule verschlossen und anschließend zu Gärung und Reifung in einen kühlen, nicht kalten, Keller (ca. 13 °C) für mindestens neun Monate eingelagert. Die neunmonatige Mindestlagerzeit auf der Hefe ist vom Weingesetz bei der klassischen Flaschengärung vorgeschrieben.
Nach der Lagerzeit werden die abgestorbenen Hefen durch Drehung und Neigung der Flasche in einem speziell abgestimmten Rüttelprozess, die Remuage, in den Flaschenhals bewegt. Hierzu werden die Flaschen auf Rüttelpulte gesetzt und einmal täglich um einen vorbestimmten Winkel gedreht. Ursprünglich waren Rüttelpulte, in frühen Quellen „Bouteillen-Bretter“ genannt, mit Löchern versehene Bretter, in die die gewaschenen Flaschen kopfüber mit dem Flaschenhals zum Abtropfen gestellt wurden. Aus zunächst nahezu waagerechter Position werden die Flaschen allmählich beim Rütteln in eine zunehmend steilere Stellung gebracht. Drehung und Neigung bewirken, dass die Hefe in den Flaschenhals gleitet und dort das Hefedepot oder den Hefepfropf bildet.
Statt der Rüttelpulte werden heutzutage vermehrt Maschinen eingesetzt, die einen Satz von ca. 200 bis 500 Flaschen in einer Gitter- oder Holzbox um zwei Achsen bewegen, drehen und neigen. Insgesamt ist die Flaschengärung, auch die manuelle Methode, ein wirtschaftlich günstiges Verfahren, das zwar höhere Personalkosten, aber deutlich geringere Investitionen als die Tankgärung erfordert. Ein guter Remueur schafft bis zu drei Flaschen pro Sekunde, also fast 11.000 in der Stunde. Realistisch sind aber 40.000 bis 50.000 Flaschen pro Tag.

#### Degorgieren
Der Hefepfropf wird durch Degorgieren entfernt: Die Rohsekte werden nach dem Abrütteln kopfüber so weit in ein Kältebad, eine −20 °C kalte Sole, getaucht, dass die im Flaschenhals gesammelte Hefe zu einem Pfropfen gefriert.
Nach dem vorsichtigen Öffnen des Kronkorkens schießt der Hefe-Eis-Pfropf aus der Flasche.
Vor der Erfindung der Kältemaschine wurde warm degorgiert. Dieses Verfahren, à la volée (dégorgieren im Flug) genannt, wird aufgrund höherer Produktverluste heute kaum noch praktiziert. Beim Warmdegorgieren wird der Kronkorken mit einem speziellen Kapselheber von der schräg nach unten gehaltenen Flasche gerissen. Nach Herausschießen des Hefepfropfens aus dem Flaschenhals wird die Flaschenöffnung mit dem Daumen verschlossen und so weiterer Flüssigkeitsverlust unterbunden. In kleinen Sektmanufakturen kann dieses Verfahren ökonomisch sein, da die teure Maschinerie für das Kältebad gespart wird. Das Verfahren erfordert ein sehr gutes Zeitgefühl, viel Übung und handwerkliches Geschick, da die Verluste sonst die Ersparnis bei der Technik wieder zunichtemachen.

#### Versanddosage, Agraffieren und Verschließen
Durch die Dosage (Zugabe von in Wein gelöstem Zucker) erhält der fast zuckerfreie Sekt seine Süße je nach Charakter der Cuvée und Stil der Marke. Nach der Zugabe der Dosage wird die Flasche bis zum Nennvolumen mit Rohsekt befüllt und mit einem Sektkorken verschlossen. Der Zusatz von Versanddosage darf den vorhandenen Alkoholgehalt des Schaumweins um höchstens 0,5 Volumenprozent erhöhen. Der Kork wird mit einem Drahtbügel gesichert, der Agraffe oder Muselet (französisch) genannt wird.
Bei sachgerechter Ausführung hat der fertige Sekt jetzt noch einen Druck von 400 bis 450 kPa (4 bis 4,5 bar). Bei diesem Verfahren können auch sehr kleine Cuvées versektet werden. Dadurch ist dieses Verfahren für kleine Sektmanufakturen und zur Herstellung von Winzersekt prädestiniert. Die Sekte sind äußerst feinperlig – als feines Mousseux charakterisiert.
Jede Flasche weist die charakteristischen Eigenarten der Cuvée auf, besitzt jedoch eigene feine Nuancen, da die Hefe sich in jeder Flasche etwas anders verhält. Nachteil: In einzelnen Flaschen kann es gelegentlich zu Gärstörungen kommen, d. h. die Hefe hat überhaupt nicht gegoren und entsprechend keine Kohlensäure gebildet.

### Transvasierverfahren
Das Transvasierverfahren stellt einen Weg dar, die Vorteile der traditionellen Flaschengärung beizubehalten und die aufwändigen, personalintensiven Schritte des Entfernens der Hefe gegenüber der traditionellen Methode zu vereinfachen. Diese Methode verbreitete sich seit den 1950er Jahren immer mehr, weil die Kapazitäten der traditionellen Methode nicht mehr ausreichten, um dem steigenden Bedarf nach Sekt nachzukommen.
Beim Transvasierverfahren wird die Gärung wie bei der traditionellen Methode in einer speziellen Gärflasche durchgeführt, die Enthefung erfolgt jedoch nicht mittels Abrütteln und Degorgieren, sondern nach Entleeren der Flaschen unter Kohlensäuredruck durch eine Filtration. Der Sekt wird anschließend im Drucktank dosiert und auf neue Flaschen gefüllt. Weil die zweite Gärung des Sektes wie bei der traditionellen Flaschengärung in Flaschen stattfindet, darf der im Transvasierverfahren hergestellte Sekt als „Flaschengärung“ deklariert werden, jedoch nur bei einer Mindestherstellungsdauer von neun Monaten und einer Dauer der zweiten Gärung und anschließenden Lagerung auf der Hefe von mindestens 90 Tagen.
Bereits im 19. Jahrhundert experimentierte man mit dem Umfüllen (französisch transvaser) des entheften (degorgierten) Sektes in kleinere Gefäße. Das Problem des dabei auftretenden Druckverlustes konnte erst mit Drucktanks und Gegendruckfüllern gelöst werden. Die technischen Voraussetzungen hierfür standen allerdings erst Mitte des 20. Jahrhunderts zur Verfügung.
Der Vorteil dieser Methode besteht darin, dass die Cuvée durch die Entleerung homogenisiert wird, mögliche Geschmacksunterschiede – bedingt durch unregelmäßigen Gärverlauf in den Gärflaschen – werden nivelliert. Dass das Transvasierverfahren bezeichnungsrechtlich „Flaschengärung“ heißen darf, wird dabei gerne stillschweigend als Verkaufsargument genutzt, da die entscheidenden verfahrenstechnischen Unterschiede den meisten Verbrauchern nicht bekannt sind. Eine 1988 im Auftrag des Stabilisierungsfonds für Wein vorgenommene Umfrage unter 1000 Personen ergab, dass der Begriff „Flaschengärung“ zwar von der Mehrzahl der Befragten mit „in der Flasche vergoren“ in Verbindung gebracht wurde, aber nur 14 Prozent der Befragten ordneten die Bezeichnung dem Transvasierverfahren zu und unterschieden ihn von der „traditionellen Flaschengärung“.

### Tankgärung
Bereits Mitte des 19. Jahrhunderts gab es Versuche, Schaumwein in Großraumbehältern herzustellen. Nach einem seiner Begründer, dem französischen Önologen Eugène Charmat, wird die Tankgärung auch Méthode Charmat genannt. Charmat entwickelte seine Technologie im Jahre 1907 an der Universität in Montpellier (Languedoc). Eingeführt wurde das Verfahren in Deutschland und Frankreich bereits vor dem Zweiten Weltkrieg. Durch den wirtschaftlichen Aufschwung der 1950er Jahre und die „Demokratisierung“ des Schaumweines wurde das Verfahren unter wirtschaftlichen Aspekten interessant und ist die heute am weitesten verbreitete Methode, Sekt zu erzeugen.
Das Tankgärverfahren erfordert von allen Verfahren die wenigsten Arbeitsschritte. Die zweite Gärung findet in großen Drucktanks an Stelle von Flaschen statt. Nach der Gärung, die in Tanks mit Rührwerken mindestens dreißig Tage andauern muss, folgt für Qualitätsschaumwein (Sekt, Cava, Vino Spumante) eine Reifezeit im Tank, um die gesetzlich vorgeschriebene Herstellungszeit für Sekt von sechs Monaten zu erreichen. Anschließend wird die Süße eingestellt und der Sekt nach Filtration unter Gegendruck mit technischem Kohlendioxid in die Flaschen abgefüllt. Diese Druckabfüllung soll verhindern, dass der Gehalt an Kohlensäure im Sekt abnimmt.
Allerdings kann dieses Verfahren zur Folge haben, dass sich erhebliche Mengen an technischem Kohlendioxid im Sekt lösen. Dieser Umstand wird beim Umfüllen durch Gegendruck laut EU-Verordnung 606/2009 geduldet. Dadurch ist aber die Forderung, dass das Kohlendioxid im Sekt nur aus der alkoholischen Gärung stammen darf, infrage gestellt. Eine beabsichtigte Zugabe von technischem Kohlendioxid würde normalerweise bewirken, dass das Getränk nur als Schaumwein mit zugesetzter Kohlensäure bezeichnet werden dürfte.
Der Druckverlust war bei diesem Verfahren in der Vergangenheit deutlich höher als bei der Flaschengärung, doch für die neuen Techniken gilt dies nicht mehr. Dieses Verfahren ist deutlich günstiger als die traditionelle Flaschengärung und wird daher bei über 90 Prozent der in Deutschland verkauften Sekte bevorzugt angewendet.
Wenn auf Sektflaschen kein Herstellungsverfahren angegeben wird – zum Beispiel „traditionelle Flaschengärung“ oder „Flaschengärung“ – kann davon ausgegangen werden, dass der Sekt im Tank vergoren ist. Der Vorteil dieses Verfahrens ist die Herstellung eines einheitlichen Produktes, bei dem jede Flasche exakt die gleichen Nuancen aufweist wie alle anderen Flaschen aus dieser Cuvée.
Weil es dieses Verfahren ermöglicht, Sekt kostengünstig zu erzeugen, werden häufig einfache und preiswerte Grundweinqualitäten eingesetzt. So ist das Fehlen der Angabe des Herstellungsverfahrens auf dem Etikett ein indirektes Indiz für die Qualität der verwendeten Sektgrundweine und damit des Endproduktes Sekt, obwohl nicht zweifelsfrei geklärt ist, ob die verschiedenen Methoden per se Einfluss auf die Qualität des Schaumweines haben.
Die billigste und unedelste Möglichkeit besteht darin, Wein mit Kohlensäure zu versetzen, was jedoch in Deutschland für Sekt nicht erlaubt ist; siehe Perlwein.

#### Kritik
Einigen Sektmarken wird bis zu 80 % der enthaltenen Kohlensäure künstlich hinzugefügt, wie der TÜV Rheinland feststellte. Dem Sekt darf jedoch keine Kohlensäure zugesetzt werden, deshalb wird den Herstellern Etikettenschwindel und Kundentäuschung vorgeworfen.

## Gärdauer
Die Hauptgärung dauert zwischen drei Wochen und drei Monaten, dann beginnt die Hefe sich abzusetzen. In dieser Zeit findet der überwiegende Stoffwechsel der Hefe statt. Das Produkt dieses Zwischenstadiums nennt man Rohsekt.
Bei der Tankgärung darf die Hefe mit dem Trub frühestens nach sechzig Tagen von der Cuvée getrennt werden, bei der Tankgärung mit Rührwerken frühestens nach dreißig Tagen, bei der Flaschengärung nach neunzig Tagen. Bei der traditionellen Flaschengärung endet die Reifezeit auf der Hefe frühestens nach neun Monaten. Qualitätsbewusste Häuser geben ihre Sekte jedoch meist wesentlich später frei.
Die nach der Gärung abgestorbene Hefe löst einen enzymatischen Zersetzungsprozess aus, die so genannte Autolyse. Dabei nimmt der Sekt Stoffe aus der sich allmählich auflösenden, autolysierenden Hefe auf. Diese Stoffe bilden zusammen mit den weineigenen Aromen häufig interessante Geschmacksnuancen. Außerdem sorgt die Autolyse für die tiefe Einbindung der Gärkohlensäure in den Wein, die später im Glas für eine feinperlige, lang anhaltende Perlage sorgt.

## Mindestanforderungen
- CO2-Überdruck mindestens 3,5 bar, gemessen bei 20 Grad Celsius
- vorhandener Alkoholgehalt mindestens 10 Vol.-%, Gesamtalkoholgehalt der Cuvée mindestens 9 Vol.-%
- Gesamt-Schwefeldioxidgehalt maximal 185 mg/l[13]

## Geschmacksangaben
Je nach Süße unterscheidet man bei Schaumwein allgemein, also auch beim Sekt, sieben verschiedene Geschmacksangaben, die in der Europäischen Union in der Verordnung (EU) 2019/33 einheitlich geregelt, aber in den Ländern unterschiedlich bezeichnet werden. Diese Verordnung löste die EU-Verordnung 607/2009, Anhang XIV ab.
- 00 – 03 g/l: naturherb (brut nature)
- 00 – 06 g/l: extra herb (extra brut)
- 00 – 12 g/l: herb (brut)
- 12 – 17 g/l: extra trocken (extra dry)
- 17 – 32 g/l: trocken (dry)
- 32 – 50 g/l: halbtrocken (medium dry, demi-sec)
- 00 > 50 g/l: mild (sweet, doux)

Der Gesetzgeber räumt eine Toleranz von 3 g/l ein.

## Gesetzliche Grundlagen
Für die Herstellung und Bezeichnung von Sekt gibt es Vorschriften der Europäischen Union, die in allen Ländern des EU-Raumes angewandt werden.
Maßgebend ist die EU-Verordnung über die gemeinsame Marktorganisation für Wein vom 17. Mai 1999. Sie regelt insbesondere die Herstellungsdauer, den Mindestalkoholgehalt, sowie die sonstigen wesentlichen Voraussetzungen, die für die Qualität des Erzeugnisses maßgebend sind. Darüber hinaus regelt sie die Etikettierung und schreibt beispielsweise vor, dass Sekt nur in einer mit einem pilzförmigen Verschluss versehenen Glasflasche verkauft werden darf (außer Pikkolos).

## Sektflasche

### Flaschengrößen
- Piccolo (Pikkolo) (ca. viertel Flasche) (0,2 l)
- Demi oder Fillette (halbe Flasche) (0,375 l)
- Bouteille (Standardflasche) (0,75 l)
- Magnum (1,5 l)
- Jeroboam (Doppelmagnum) (3 l)
- Rehoboam (4,5 l)
- Methusalem (6 l)
- Salmanassar (9 l)
- Balthasar (12 l)
- Nebukadnezar (15 l)
- Melchior oder Goliath (18 l)
- Sovereign oder Souverain (25,5 l)
- Primat (27 l)
- Melchisedech (30 l)

## Sektkorken

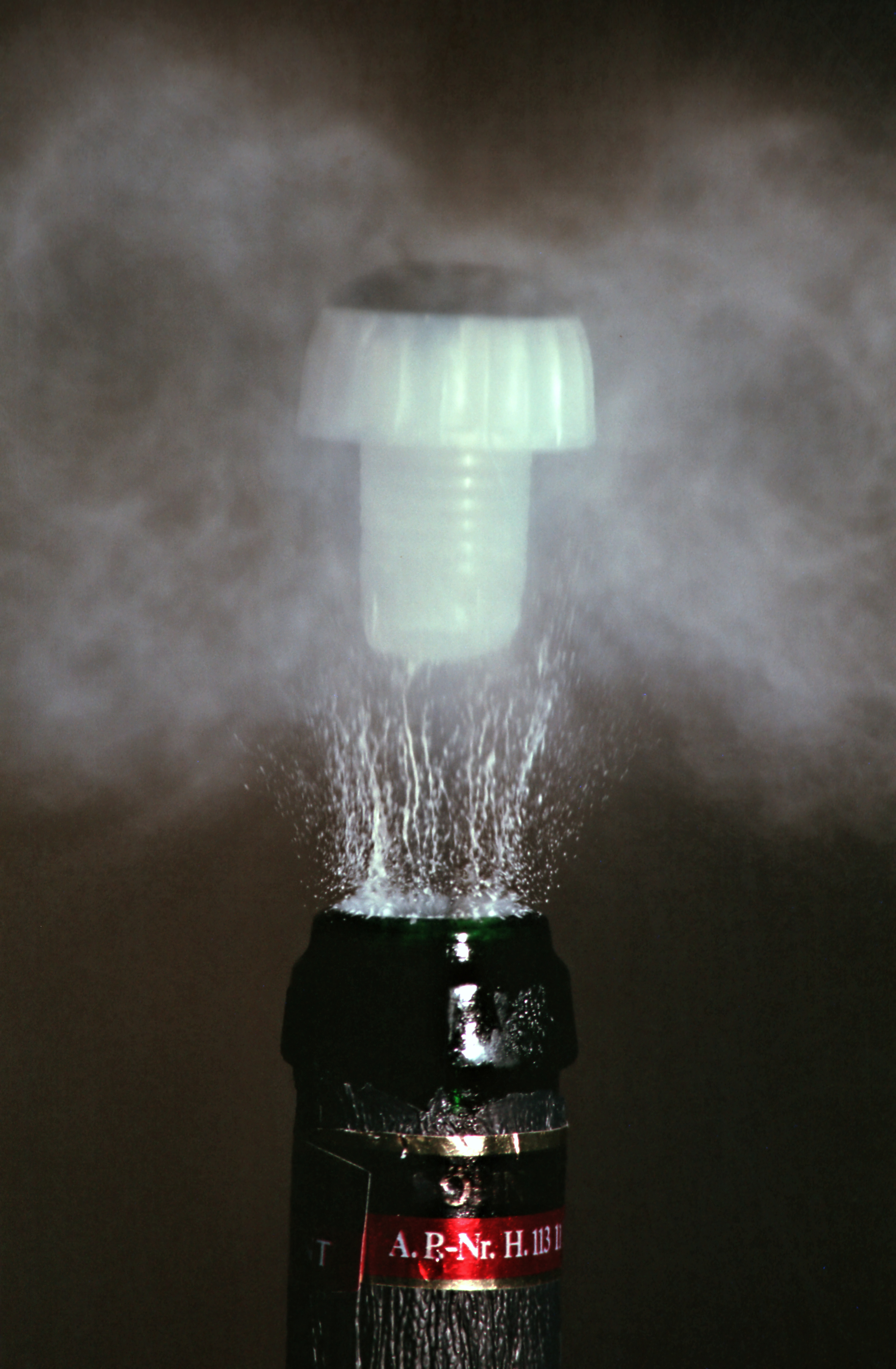

Im Unterschied zu anderen Flaschenweinen steht ein Schaumwein in der Flasche mit bis zu 6 bar unter Druck. Der Sektkorken ist mit einem Drahtgestell fixiert, das man Agraffe nennt. So wird trotz des in der Flasche herrschenden Drucks das Herausschießen des Korkens verhindert. Sofern vorhanden wird auch das Plättchen (französisch capsule, Champagnerdeckel) von der Agraffe gehalten. Beim Sekt wird der Korken nicht gezogen, sondern die Agraffe gelöst (meist durch Aufdrehen einer Drahtschlaufe), der Kork fixiert und die Flasche gedreht. Bei sachgemäßer Handhabung „knallt“ der Korken nicht aus der Flasche, der Überdruck sollte kontrolliert entweichen. Das dabei entstehende Geräusch wird „Engelsfurz“ genannt.
Lässt man den Korken „knallen“, so können je nach Temperatur des Sekts kurzzeitig Überschalleffekte wie Mach’sche Ringe auftreten.
Durch den plötzlichen Druckabfall beim Öffnen der Flasche kühlt das austretende Gas-Dampf-Gemisch schlagartig ab. Dadurch gefriert umgehend die Feuchtigkeit und es entsteht ein Rauch aus Eiskristallen
Die Redensart „eine Flasche köpfen“ stammt von dem Verfahren, mit dem Säbel (Champagnersäbel) schräg am Hals entlang an den dickeren Flaschenkopf zu schlagen. Das Köpfen der Flasche mit einem Säbel bezeichnet man auch als Sabrieren. Bei geübter Ausführung reißt der Hals an der dünnsten Stelle direkt unter dem Kopf glatt ab. Feiner Glasstaub und kleinste Splitter, die dabei entstehen, werden durch den entweichenden Druck zuverlässig weggeblasen und können nicht versehentlich in das Getränk geraten.

## Geschichte

### Frankreich
Gegen Ende des 18. Jahrhunderts wanderte eine Reihe deutscher Unternehmer nach Frankreich aus und gründeten dort Champagnerhäuser. Durch ihre Fähigkeiten insbesondere im Vertrieb spielten sie bei der Entwicklung des Champagners eine wichtige Rolle. Das bezeugen bis heute die Namen bekannter Häuser, die deutsche Namen tragen.
Im Jahr 1785 gründete der Westfale Florenz-Ludwig Heidsieck (1749–1828), der sich bereits 1777 in Reims niedergelassen hatte, ein Champagnerhaus. Heidsieck ist damit Namensgeber aller drei heutigen Champagnermarken, die seinen Namen tragen. Die Firma Deutz in Aÿ wurde 1838 von den beiden aus Aachen stammenden William Deutz und Peter Josef Hubert Geldermann gegründet. 1829 machte sich der Ellwanger Juristensohn Joseph Jacob Placid Bollinger (1803–1884) mit einem Kompagnon in Aÿ selbständig und begründete das Haus Bollinger. Henri Abelé war der Sohn von Franz Abele (1811–1876) aus Rottenburg, der sich in der Nähe von Reims als Weinhändler niedergelassen und 1841 Lucie de Muller, die Tochter von Anton (Antoine) Müller (1788–1859) geheiratet hatte. Müller gilt als Erfinder des Rüttelpultes, das bei der Herstellung hochwertiger Schaumweine bis heute eine wichtige Rolle spielt. Die Gründer von G. H. Mumm in Reims waren die Söhne von Peter Anton Mumm, der in Köln eine Weinhandlung geführt hatte. Und das Haus Krug, das besonders namhaften und teuren Champagner anbietet, trägt den Namen des Mainzer Winzersohns Johann-Joseph Krug (1800–1866), der 1834 in die berühmte Champagnerkellerei Jacquesson et Fils in Châlons-en-Champagne eintrat, um 1843 schließlich in Reims sein eigenes Unternehmen zu gründen.
Die Zeitgenossen erklären den Erfolg der Deutschen mit ihren Sprachkenntnissen. Deutsch und vor allem Englisch waren für das stark vom Export abhängige Champagnergeschäft oftmals wichtiger als Französisch. Viele Champagnerhäuser haben ihren Ursprung in Weingütern, die im Besitz von Adligen waren. Diese überließen das Tagesgeschäft lieber Vertretern und hielten an einer aristokratischen Lebensweise fest, in der Handel als ehrenrühriges Metier galt. Außerdem schätzte man den Geschäftssinn und die Gründlichkeit der Deutschen, weshalb man ihnen wie dem gebürtigen Heilbronner Georg Christian („Georges“) Kessler (1787–1842) die Leitung des Büros und die Buchhaltung anvertraut.
Robert Tomes, der amerikanische Konsul in Reims, stellt 1867 fest: „Es gibt tatsächlich keinen Weinbetrieb in der Champagne, der nicht mehr oder weniger von einem gebürtigen Deutschen kontrolliert wird. Steht an der Spitze nominell zufällig ein Franzose, so hat er sicher einen Partner oder Geschäftsführer aus Deutschland. Es gab jedoch ein Champagner-Haus, das ausschließlich von Franzosen geleitet wurde. Während meiner Zeit in Reims ging es bankrott, und es wurde allgemein festgestellt, dass es zugrunde ging, weil ein Deutscher fehlte.“
Die Gastarbeiter aus Deutschland wussten bald besser über das Champagnergeschäft Bescheid als die ursprünglichen Eigentümer. Sie führten wie Georg Christian Kessler die Korrespondenz und bauten ein dichtes Netz von Kontakten im In- und Ausland auf. Oftmals leiteten sie nach einiger Zeit die Häuser oder übernahmen sie vollständig. Andere Deutsche gründeten ihr eigenes Handelshaus in der Champagne und wurden Franzosen. Bis heute erinnern die Namen zahlreicher Champagnerhäuser an ihren deutschen Ursprung.

### Deutschland
Gelegentlich gab es auch Rückkehrer aus Frankreich, die in ihrer Heimat entscheidende Impulse zur Begründung der deutschen Schaumweinerzeugung gaben. Der bedeutendste war Georg Christian Kessler aus der Reichsstadt Heilbronn, der als Zwanzigjähriger 1807 im Champagnerhaus Veuve Clicquot als Buchhalter anheuerte und sich dann bis zum Geschäftsführer und Teilhaber von Barbe-Nicole Clicquot-Ponsardin hocharbeitete. In dieser Funktion betrieb Kessler seit 1825 den Aufbau einer Woll- und Kammgarnspinnerei in Esslingen am Neckar. Um die Existenz dieses Unternehmens zu sichern, trennte sich Kessler im Frühjahr 1826 von Veuve Clicquot. Wenige Monate später gründete er in der ehemaligen Reichsstadt die Firma G. C. Kessler & Cie., die heute älteste Sektkellerei Deutschlands. In Naumburg an der Saale produzierte 1824 die Champagnerfabrik W. F. Bürger & Sohn die ersten „moussierenden Weine“. Ebenfalls 1826 begannen die drei Unternehmer Friedrich August Grempler, Karl Samuel Häusler und Friedrich Gottlob Förster in Grünberg mit der Produktion von Sekt. Ein Teil der Produktion aus der schlesischen Weinbauregion wurde zunächst unter falscher Etikettierung als französischer Champagner verkauft. 1828 gründete einer der drei Teilhaber seinen eigenen Betrieb, die Grempler & Co. A. G. Älteste Deutsche Sektkellerei und produzierte Grünberger Sekt.
Nach dieser Initialzündung entstanden ab 1830 auf breiter Front in allen wichtigen deutschen Weinbaugebieten zahlreiche Kellereien, die sich zum Teil aus bereits bestehenden Geschäften entwickelten. Als Erster nach Kessler unternahm der Mainzer Industriemagnat Christian Ludwig Lauteren ab 1833 die Herstellung deutschen Sekts. Danach folgte die Gründung mehrere Sekthäuser, die bis heute Bestand haben. Dazu zählen unter anderem MM Matheus Müller in Eltville (1838), Deinhard in Koblenz (1843), Kupferberg in Mainz (1850), Kloss & Foerster in Freyburg an der Unstrut (1856, heute Rotkäppchen Sektkellereien), Henkell (1856) in Mainz (seit 1909 in Biebrich), Söhnlein (1864) in Schierstein – Henkell und Söhnlein beide heute in Wiesbaden – und schließlich die Sektkellerei J. Oppmann in Würzburg (1865).
Am 1. Juli 1902 wurde zur Finanzierung der kaiserlichen Flotte von Kaiser Wilhelm II. die Schaumweinsteuer eingeführt, die nur zwischen 1933 und 1939 in Deutschland nicht erhoben wurde. Sie hat sich seitdem in wechselnder Form erhalten. Heute sind für eine 0,75-l-Flasche Sekt 1,02 € Sektsteuer zu entrichten. Die Schaumweinsteuer ist eine Bundessteuer und erbrachte im Jahr 2008 rund 430 Millionen Euro für den Bundeshaushalt.
Bis in die 1970er Jahre galt ein staatliches Sektmonopol, welches nur Kellereien die Sektherstellung erlaubte. Erst durch einen Gerichtsbeschluss in den 1970er Jahren erhielten auch Weingärtnergenossenschaften und Winzer das Recht zur Versektung und Vermarktung ihrer Weine. Dies führte dazu, dass seit Mitte der 1980er Jahre viele sektproduzierende Betriebe neu gegründet wurden. Lag die Zahl der Betriebe 1985 noch unter 100, so waren es 2004 knapp 1300 Erzeuger. Die meisten – knapp 1200 – sind Kleinproduzenten wie Winzer und Genossenschaften, die weniger als 10.000 Flaschen pro Jahr produzieren. Die sechs Großunternehmen, die über fünf Millionen Flaschen pro Jahr produzieren, decken 87,5 Prozent der Sektnachfrage Deutschlands ab. Wegen der Zunahme der produzierenden Betriebe gibt es mittlerweile eine große Auswahl an Sekten aller Qualitäten und Preisklassen.

### Andernorts

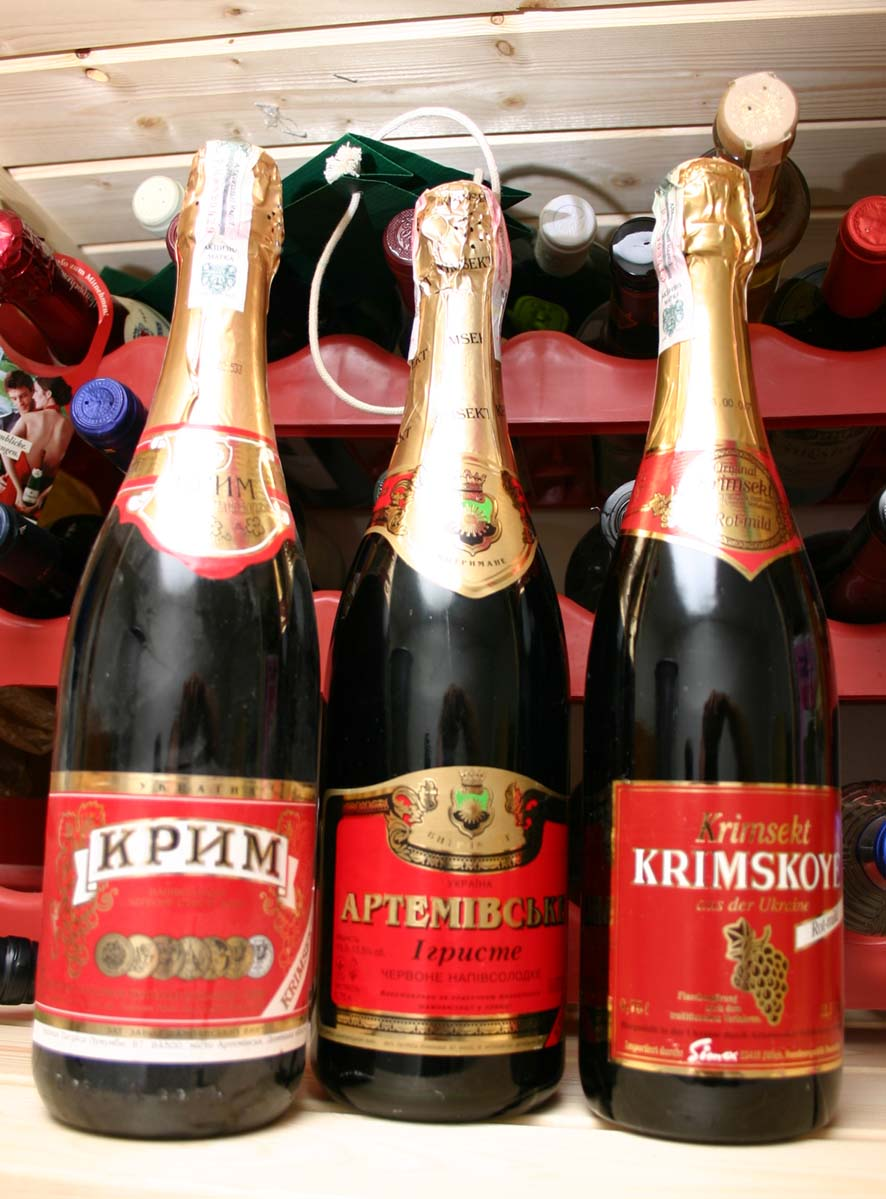
Krimsekt

Auch in anderen europäischen Ländern hat die Sektherstellung seit dieser Zeit einen deutlichen Aufschwung erlebt. Seit dem Friedensvertrag von Versailles 1919 müssen deutsche Produzenten auf die Bezeichnung Champagner verzichten (Champagnerparagraph). In Frankreich darf ebenfalls nur Sekt aus der Champagne mit Champagner in Verbindung gebracht werden. Schaumweine nach der „méthode champenoise“ aus anderen Anbaugebieten werden unter der Bezeichnung „Crémant“ (ursprünglich eine Bezeichnung für feinperligen Champagner) vermarktet: Crémant d’Alsace, Crémant de Bourgogne, Crémant de Limoux, Crémant de Loire. Im Großherzogtum Luxemburg wird der Crémant de Luxembourg hergestellt. Spanische Sekte nach der Flaschengärmethode nennen sich Cava. Deutsche Sekte, die von Winzern in Flaschengärung hergestellt werden, dürfen sich Winzersekt nennen, in Österreich heißen diese Produkte offiziell „Hauersekt“.

## Begriff
Im Deutschen ist das Wort „Sekt“ – entstanden aus dem Lehnwort „sec“ (von lateinisch siccus „trocken“) mit auslautendem unorganischem „t“ – seit dem 17. Jahrhundert belegt und bedeutete in dieser Zeit „vinum hispanicum“ („iberischer Wein“). In dieser Bedeutung wurde es aus dem Hochdeutschen ins Dänische und Schwedische entlehnt. Die heutige Bedeutung des Wortes Sekt soll auf den Schauspieler Ludwig Devrient zurückgehen, der in der Gaststätte von Lutter & Wegner am Berliner Gendarmenmarkt allabendlich seinen Champagner trank. Eines Abends im November 1825 gab er seine Bestellung mit einem Zitat aus Shakespeares Heinrich IV. auf: „Bring er mir Sekt, Schurke!“ Der Kellner hätte, da Sekt zu dieser Zeit das deutsche Wort für Sherry (englisch „sack“) war, eigentlich einen Sherry bringen müssen; da er aber nicht hingehört hatte, brachte er den gleichen schäumenden Wein wie immer, und schon bürgerte sich die neue Sitte ein: erst am Stammtisch von Lutter und Wegner, dann in Berlin, Jahrzehnte später in Norddeutschland, und um 1890 im ganzen Deutschen Reich. 1925 wurde „Sekt“ amtlich, nachdem „Champagner“ den deutschen Herstellern durch den Versailler Vertrag nicht mehr erlaubt war.

## Sektmarkt in Deutschland

Entwicklung des absoluten Verbrauchs von sektsteuerpflichtigem Schaumwein in Deutschland von 1980 bis 2006 (in tausend 0,75-l-Flaschen)

Deutschland gilt als der weltweit größte Schaumweinmarkt, weil von den rund zwei Milliarden Flaschen Sekt, die in der Welt erzeugt werden, im Jahr 2009 rund 423 Mio. Flaschen in Deutschland getrunken wurden. Davon wurden knapp 80 Mio. Flaschen importiert, während auf der anderen Seite 25 Mio. Flaschen exportiert wurden. Deutschland steht damit für knapp ein Viertel des weltweiten Schaumweinkonsums. Der Durchschnittspreis für weißen Sekt beträgt 3,74 Euro, für roten Sekt 3,29 Euro und für Rosé-Sekt 3,63 Euro. Knapp die Hälfte des Sektes wird zu Aktionspreisen verkauft.
Im Jahr 2006 hatten die Marken der Rotkäppchen-Mumm Sektkellereien einen Marktanteil von gut 35 % am deutschen Sektmarkt. Es folgten Henkell & Söhnlein (heute Henkell & Co. Sektkellerei) und die Sektkellerei Schloss Wachenheim mit je etwa 20 % sowie Freixenet mit ungefähr 10 % Marktanteil. Im Geschäftsjahr 2011 verteilten sich die Marktanteile der Top-10-Marken im deutschen Lebensmittelhandel folgendermaßen:
1. 034 % Rotkäppchen
2. 08,2 % Freixenet
3. 05,8 % Söhnlein
4. 05,5 % MM Extra
5. 05,0 % Faber
6. 04,7 % Mumm
7. 03,7 % Jules Mumm
8. 02,4 % Cinzano
9. 02,2 % Light Live
10. 01,9 % Kupferberg

Neben den großen Sektkellereien gibt es zahlreiche mittelständische Kellereien, die häufig nur einen regionalen Markt bedienen. Beispiele hierfür sind die Sektkellerei J. Oppmann und Kessler Sekt. Schließlich produzieren auch einzelne Winzer und Winzergenossenschaften Sekt.

## Sektmarkt in Österreich

Kattus Grande Cuvée

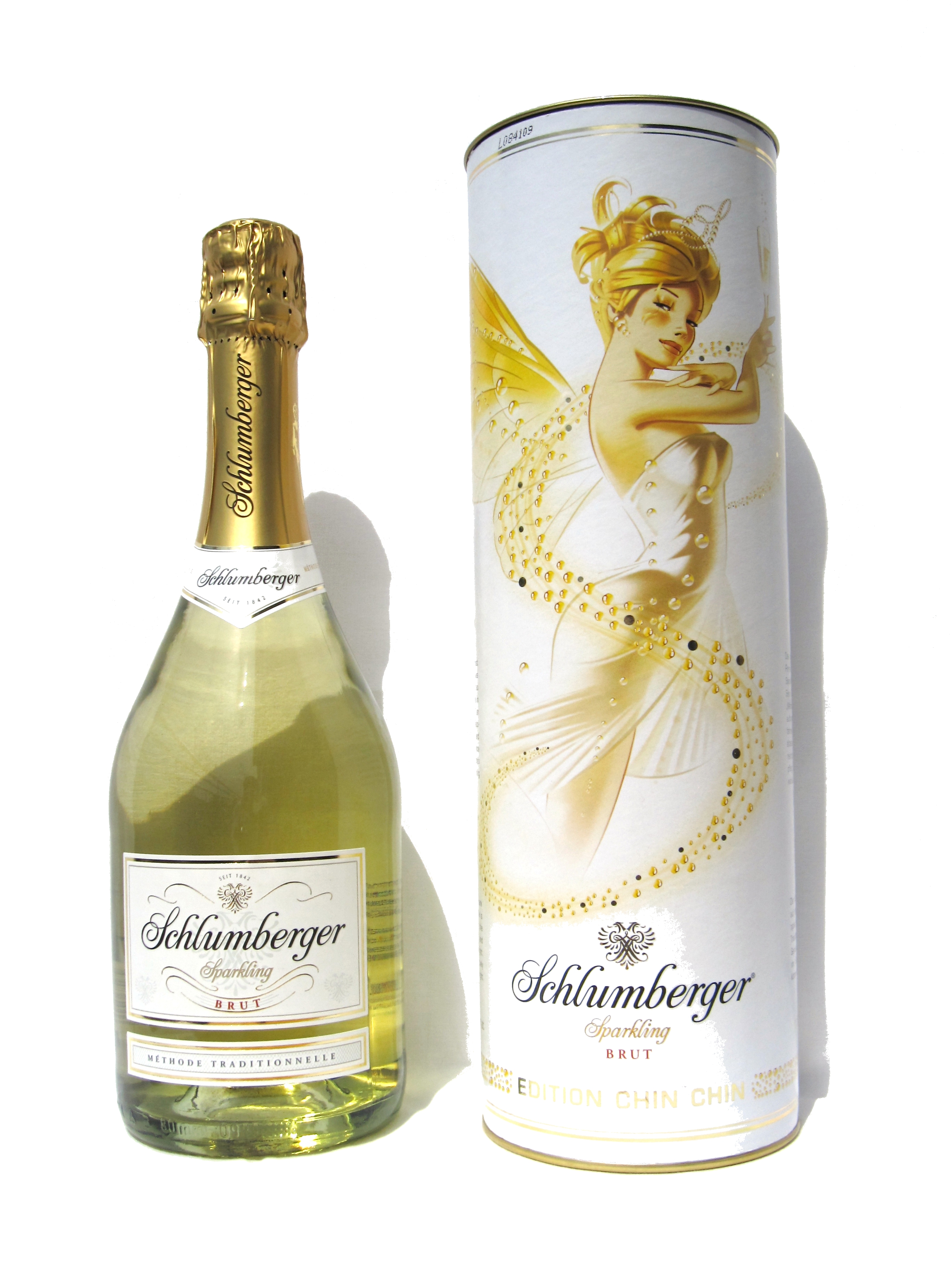
Schlumberger Sparkling Brut

Österreichs Sektmarkt ist im Vergleich zu Deutschland bedeutend geringer. Das inländische Absatzvolumen betrug im Jahr 2015 etwa 25 Millionen Flaschen (0,75 l), wobei etwa 50–60 % auf die Gastronomie und 30–40 % auf den Lebensmitteleinzelhandel fallen. Wie auch in Deutschland wird in Österreich den inländischen Sektmarken und -produzenten, die vor allem österreichische Grundweine versekten, die Treue gehalten, auch wenn in den letzten Jahren vor allem durch Perl- und Schaumwein aus anderen EU-Ländern der Konkurrenzdruck gestiegen ist. Die Abschaffung der Schaumweinsteuer im Jahr 2005 sollte die Sektindustrie neu beleben und konkurrenzfähiger machen. Die großen Sektkellereien in Österreich sind unter anderem Schlumberger, Kattus, Inführ und Szigeti, die einerseits für Eigenmarken oder Fremdmarken produzieren und anderseits für Winzer Lohnversektungen in größeren Mengen vornehmen.

## Alkoholfreier Sekt
Alkoholfreien Sekt gibt es erst seit 1988. Für dessen Herstellung können unterschiedliche Verfahren angewendet werden. Eines davon ist die Vakuumdestillation von Wein bei Temperaturen von ca. 30 Grad Celsius. Dabei wird der natürliche Alkohol schonend entzogen, die Inhaltsstoffe des Weins sowie sein Geschmack bleiben weitgehend enthalten. Anschließend muss dem Wein jedoch künstlich Kohlenstoffdioxid unter Druck zugesetzt werden, damit aus dem alkoholfreien Wein alkoholfreier Sekt entsteht. Weitere Verfahren sind die Transmembrandestillation, die Umkehrosmose und die Pervaporation.
Die Herstellung von Sekt ohne Alkohol unterliegt den weinrechtlichen Bestimmungen für alkoholfreie Weine, die in § 47 der Weinverordnung geregelt werden. Demnach müssen alkoholfreie Weine durch Entzug von Alkohol aus Wein erzeugt werden. Weine und Sekte, die weniger als 0,5 Volumenprozent Alkohol aufweisen, dürfen als „alkoholfrei“ bezeichnet werden.
Bei Siegesfeiern etwa von Autorennen im arabischen Raum wird alkoholfreier Sektersatz verspritzt.